# Match de football Italie – France (1912)
Un match de football opposant l'Italie à la France a lieu le 17 mars 1912. Ce match connu en Italie sous le nom de « Désastre Faroppa » est la dernière rencontre de l'équipe de France comptant pour la saison 1911-1912. Pour la première fois de leur histoire, les Bleus restent invaincus sur une saison avec trois victoires et un nul.
Quelques joueurs français ne purent honorer cette sélection en raison d'obligations militaires (Marcel Triboulet et Alfred Gindrat) ou d'ennuis de santé (Charles Bilot). Libéré tardivement de ses obligations militaires, Eugène Maës arriva quelques heures avant le coup d'envoi. Également malade, Gaston Barreau tint pourtant sa place au centre de l'équipe.
La rencontre se joue dans un contexte de crise diplomatique franco-italienne à la suite de l'affaire du navire Maloubia. Aussi, les spectateurs de Turin conspuèrent tout au long de la partie les joueurs français. Cet accueil piqua au vif les Français qui mirent un point d'honneur à remporter ce match.

## Feuille de match
- Italie -  France : 3-4 (1-2)
- match amical, joué le 17 mars 1912 au Stadio Piazza d'Armi à Turin, devant 6 000 spectateurs.
- Arbitre : M. James Stark  Écosse
- Buts : Rampini (24e) (58e), Cevenini (47e) > Maes (10e) (38e) (66e), Mesnier (52e)

### Composition des équipes
Équipe d'Italie
- Vittorio Faroppa - Club Piémont Sport
- Marco Sala - Milan AC
- Lorenzo De Vecchi - Milan AC
- Guido Ara - US Pro Vercelli
- Giuseppe Milano - US Pro Vercelli (capitaine)
- Pietro Leone - US Pro Vercelli
- Felice Milano - US Pro Vercelli
- Felice Berardo - US Pro Vercelli
- Aldo Cevenini - Milan AC
- Carlo Rampini - US Pro Vercelli
- Edoardo Mariani - Genoa CFC

 Équipe de France (26e match)
- Pierre Chayriguès - Red Star 4e sélection
- Émile Fiévet - Olympique de Pantin 1re sélection
- Paul Romano - Étoile des Deux Lacs 3e sélection
- Maurice Bigué - CA Paris 3e sélection
- Jean Ducret - Étoile des Deux Lacs 11e sélection (capitaine)
- Gaston Barreau - FEC Levallois 5e sélection
- Fernand Faroux - Olympique de Pantin 1re sélection
- Louis Mesnier - CA Paris 13e sélection
- Eugène Maës - Red Star 8e sélection
- Henri Viallemonteil - CA Vitry 4e sélection
- Étienne Jourde - CA Vitry 5e sélection

Réserves : Marcel Bruneau (gardien de but) et Poisson.

### Évolution du score
- Italie 0-1 France : Maes (10e), tir plongeant sur passe de Mesnier.
- Italie 1-1 France : Rampini (24e)
- Italie 1-2 France : Maes (38e), tête sur centre de Mesnier lancé par Faroux.
- Italie 2-2 France : Cevinini (47e)
- Italie 2-3 France : Mesnier (52e), tir sur ouverture de Bigué.
- Italie 3-3 France : Rampini (58e)
- Italie 3-4 France : Maes (66e), balle arrachée des mains de Faroppa chargé à terre.

## Source
- Fiche fff.fr